# Vorges-les-Pins
Vorges-les-Pins est une commune française située dans le département du Doubs, la région culturelle et historique de Franche-Comté et la région administrative Bourgogne-Franche-Comté.
Ses habitants se nomment les Vorgiens et Vorgiennes.

## Géographie
Vorges-les-Pins est un petit village du département du Doubs situé entre les vallées du Doubs et celle de la Loue à 330 mètres d'altitude.

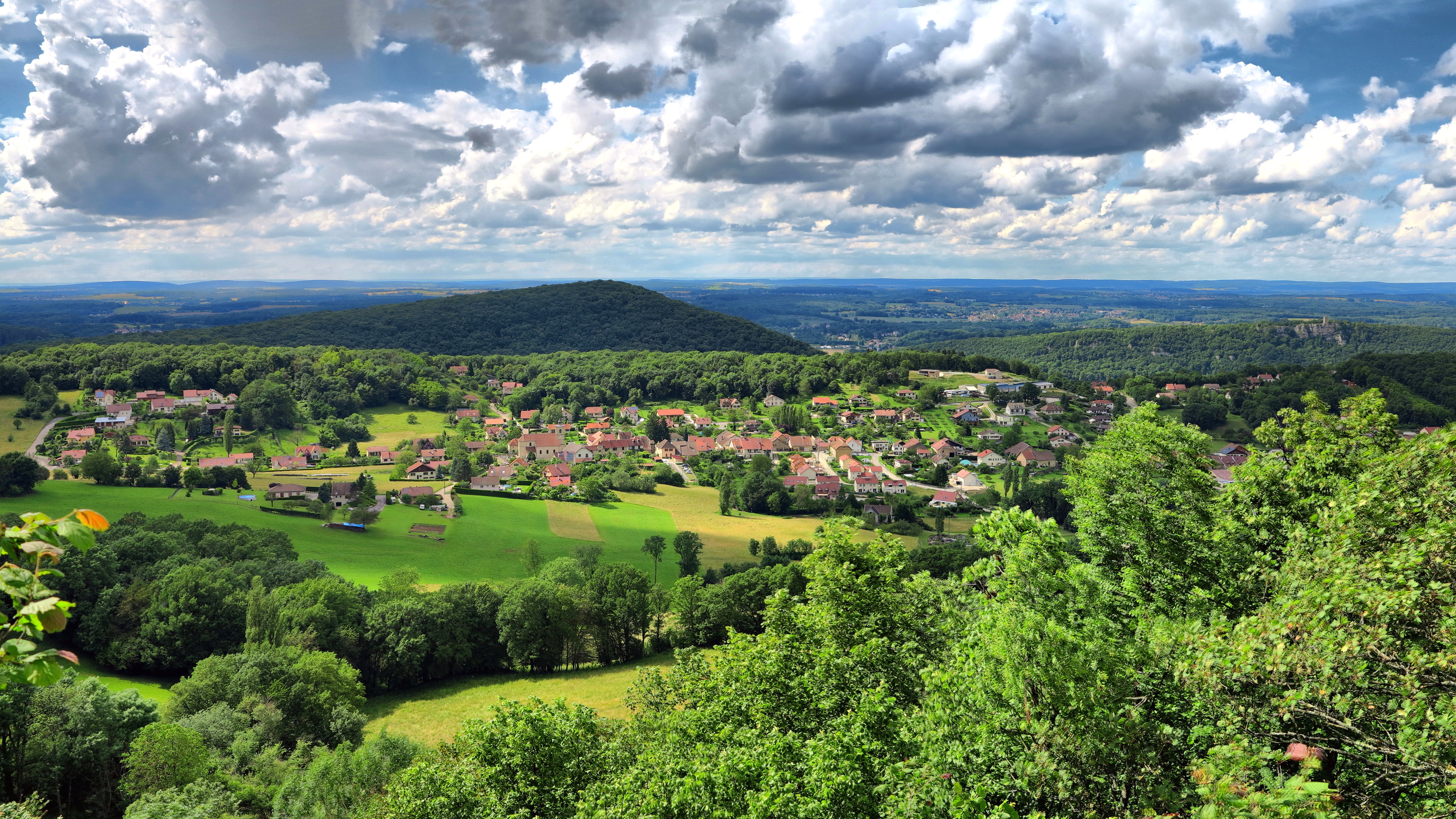
Vue générale du village.

### Hydrographie
La Loue, le ruisseau de Busy, qui prend sa source dans le territoire de Vorges, et le ruisseau du Moulin Caillet sont les principaux cours d'eau parcourant ou longeant la commune.
Deux ruisseaux confluent en amont du Moulin Caillet ; leurs eaux se jettent dans le Doubs en rive gauche au niveau de la commune de Thoraise. Le bief des Grives parcourt des prairies pâturées en amont et fauchées dans la partie basse ; en été, il présente un assec. Le ruisseau du Moulin Caillet s'écoule sous couvert globalement forestier et humide ; son débit est permanent. Les  ruisseaux font partie d'une ZNIEFF.

### Géologie
Le territoire communal repose sur un lambeau du bassin houiller keupérien de Haute-Saône.

### Climat
Pour des articles plus généraux, voir Climat de la Bourgogne-Franche-Comté et Climat du Doubs.
En 2010, le climat de la commune est de type climat de montagne, selon une étude du Centre national de la recherche scientifique s'appuyant sur une série de données couvrant la période 1971-2000. En 2020, Météo-France publie une typologie des climats de la France métropolitaine dans laquelle la commune est exposée à un climat semi-continental et est dans la région climatique  Jura, caractérisée par une forte pluviométrie en toutes saisons (1 000 à 1 500 mm/an), des hivers rigoureux et un ensoleillement médiocre. 
Pour la période 1971-2000, la température annuelle moyenne est de 10,4 °C, avec une amplitude thermique annuelle de 17,4 °C. Le cumul annuel moyen de précipitations est de 1 214 mm, avec 13,4 jours de précipitations en janvier et 9,5 jours en juillet. Pour la période 1991-2020, la température moyenne annuelle observée sur la station météorologique de Météo-France la plus proche, « Dannemarie-sur-Crète », sur la commune de Dannemarie-sur-Crète à 7 km à vol d'oiseau, est de 11,3 °C et le cumul annuel moyen de précipitations est de 1 066,6 mm. 
La température maximale relevée sur cette station est de 39,9 °C, atteinte le 25 juillet 2019 ; la température minimale est de −22 °C, atteinte le 9 janvier 1985,,. 
Les paramètres climatiques de la commune ont été estimés pour le milieu du siècle (2041-2070) selon différents scénarios d'émission de gaz à effet de serre à partir des nouvelles projections climatiques de référence DRIAS-2020. Ils sont consultables sur un site dédié publié par Météo-France en novembre 2022.

## Urbanisme

### Typologie
Au 1er janvier 2024, Vorges-les-Pins est catégorisée bourg rural, selon la nouvelle grille communale de densité à 7 niveaux définie par l'Insee en 2022.
Elle est située hors unité urbaine. Par ailleurs la commune fait partie de l'aire d'attraction de Besançon, dont elle est une commune de la couronne,. Cette aire, qui regroupe 310 communes, est catégorisée dans les aires de 200 000 à moins de 700 000 habitants,.

### Occupation des sols
L'occupation des sols de la commune, telle qu'elle ressort de la base de données européenne d’occupation biophysique des sols Corine Land Cover (CLC), est marquée par l'importance des forêts et milieux semi-naturels (55,7 % en 2018), une proportion sensiblement équivalente à celle de 1990 (55,8 %). La répartition détaillée en 2018 est la suivante : forêts (55,7 %), zones agricoles hétérogènes (34,4 %), zones urbanisées (8,6 %), prairies (1,3 %). L'évolution de l’occupation des sols de la commune et de ses infrastructures peut être observée sur les différentes représentations cartographiques du territoire : la carte de Cassini (XVIIIe siècle), la carte d'état-major (1820-1866) et les cartes ou photos aériennes de l'IGN pour la période actuelle (1950 à aujourd'hui).

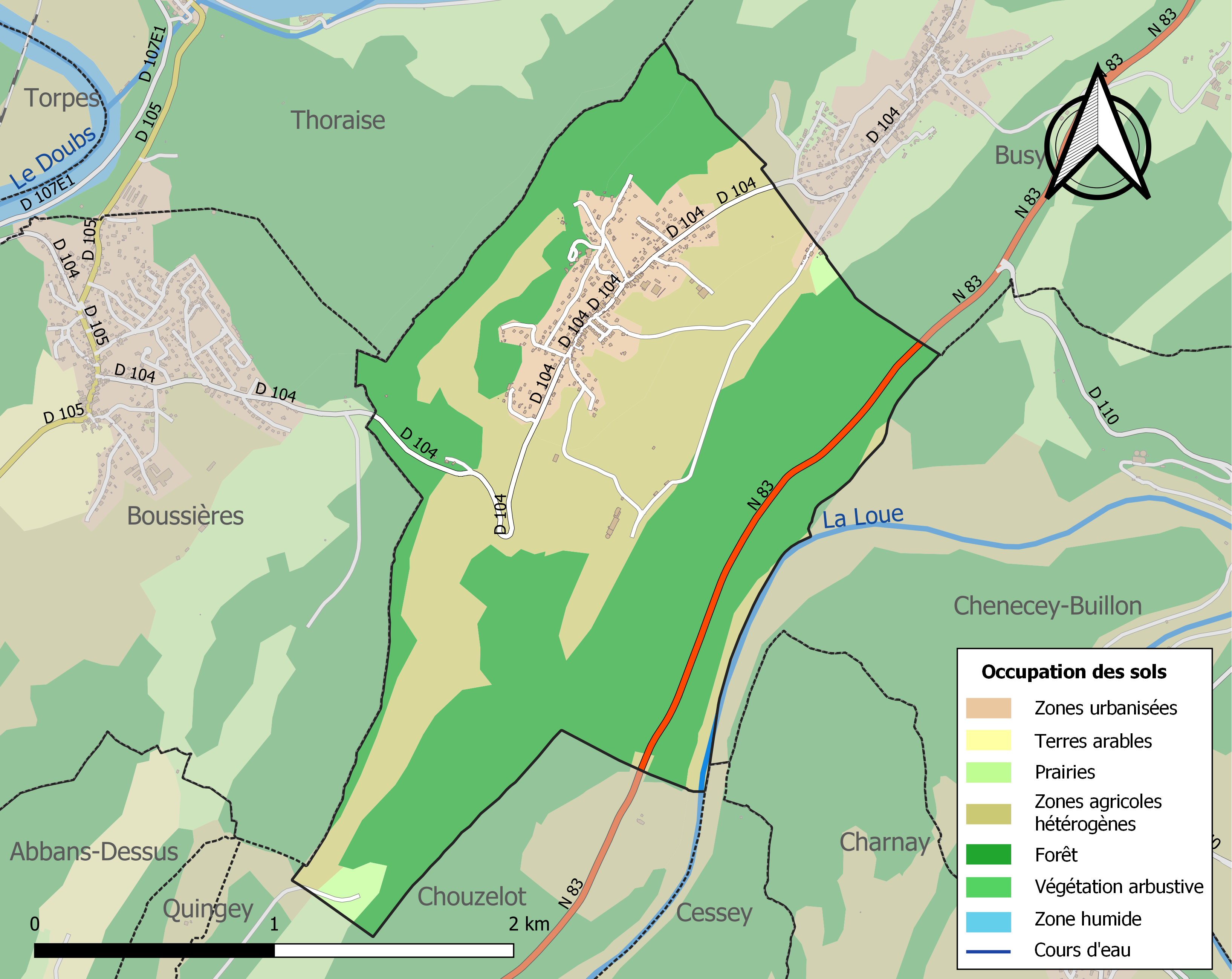
Carte des infrastructures et de l'occupation des sols de la commune en 2018 (CLC).

## Toponymie
Le nom de la localité est attesté sous les formes Vorges en 1049 ; de Vergis en 1124 ; Vorges en 1235 et au XIVe siècle ; de Vorgiis en 1362, Vorges-les-Pins depuis 1923.
Vorges les Pins, du dialecte gaulois et du patois vorge qui désignait le saule marsault. Les résineux qui couvrent, actuellement, une surface importante du territoire sont peu présents en toponymie dans notre département et ont d’ailleurs été ajoutés tardivement.

## Histoire
Vorges appartient successivement aux seigneuries d'Abbans, de Chalon puis de Thoraise au XIIIe siècle. En 1273, une querelle entre Hugues de Montferrand seigneur de Thoraise et son neveu Pierre de Montferrand allié à Guillaume d'Abbans aboutit à l'incendie du village et à la destruction du château de Thoraise. C'est Adelaïde de Bourgogne qui apaise le conflit en interdisant tout nouveau recours à la violence. Le village devient la propriété de Jean de Chalon en 1384 puis de ses descendants jusqu'au XVIIIe siècle. Il subit des destructions lors de diverses invasions dont celles des troupes de Bernard de Saxe-Weimar durant la guerre de Dix ans.
Sous l'ancien régime, les habitants vivent de l'élevage, de la culture (blé, avoine, orge) et de la vigne. La communauté de Vorges produisait 357 muids de vin pour 87 arpents de vigne en 1773[réf. nécessaire].
En 1885, le phylloxéra s'attaque aux vignes locales ; en 1909, il ne reste que seize hectares, la vigne dépérissant progressivement. En 1900, on cultive le chanvre et l'absinthe, qui est en plein essor, mais, en 1915, une loi réglementant sa production contraint les cultivateurs à une reconversion dans les céréales (blé, maïs, avoine)[réf. nécessaire].
Une mine de fer ainsi qu'une carrière de gypse ont été exploitées au XIXe siècle au  lieu-dit Moulin Caillet, du nom de son propriétaire Jean François Caillet, notaire royal en 1723 et usinier du moulin. À proximité de ces deux sites, au confluent de deux ruisseaux, il utilisait un moulin dont les principales activités étaient la fabrication d'huile de noix et le sciage du bois.

### Chapelle puis Église
Le 21 octobre 1683, Clère de Tournon sollicita le vicaire général de l'archevêché de Besançon pour faire construire une  chapelle qui fut achevée en 1686. Elle fut dédiée à Notre Dame du Mont du Carmel et rattachée à la paroisse de Busy. En 1843, l'église, de style néo-classique, sera construite sur l'emplacement de la chapelle, financée par les dons des habitants.
Cette église est coiffée d'un clocher aux arêtes vives (lanterne) dominée par un coq. Elle possède deux cloches, dont l'une des plus petites du Doubs fondue au XIVe siècle[réf. nécessaire]. On peut lire l'épigraphe en lettres gothiques majuscules : « AVE MARIA GRATIA PLENA ».

## Héraldique
| Blason de Vorges-les-Pins | Blason  | D'or à trois emmanches de sinople dentées en sapin [Coupé en sapin d'or et de sinople de trois pièces], celle du milieu abaissée ; au chef parti au 1er d'argent à deux pics de mineur de sable passés en sautoir, au 2e d'azur au vigneron au naturel. |
| Blason de Vorges-les-Pins | Détails | Armes parlantes (sapin). Le statut officiel du blason reste à déterminer. |

## Transport
La commune est desservie par la ligne  51  du réseau de transport en commun Ginko.

## Politique et administration
| Période                                  | Période  | Identité         | Étiquette | Qualité  |
| ---------------------------------------- | -------- | ---------------- | --------- | -------- |
| 2001                                     | 2013     | Charles Batiste  |           |          |
| 2013                                     | En cours | Jean-Paul Pécaud | SE        | Retraité |
| Les données manquantes sont à compléter. |          |                  |           |          |

## Démographie
L'évolution du nombre d'habitants est connue à travers les recensements de la population effectués dans la commune depuis 1793. Pour les communes de moins de 10 000 habitants, une enquête de recensement portant sur toute la population est réalisée tous les cinq ans, les populations de référence des années intermédiaires étant quant à elles estimées par interpolation ou extrapolation. Pour la commune, le premier recensement exhaustif entrant dans le cadre du nouveau dispositif a été réalisé en 2006.

En 2022, la commune comptait 571 habitants, en évolution de −4,36 % par rapport à 2016 (Doubs : +1,88 %, France hors Mayotte : +2,11 %).
| 1793 | 1800 | 1806 | 1821 | 1831 | 1836 | 1841 | 1846 | 1851 |
| ---- | ---- | ---- | ---- | ---- | ---- | ---- | ---- | ---- |
| 266  | 269  | 269  | 278  | 273  | 259  | 260  | 229  | 248  |

| 1856 | 1861 | 1866 | 1872 | 1876 | 1881 | 1886 | 1891 | 1896 |
| ---- | ---- | ---- | ---- | ---- | ---- | ---- | ---- | ---- |
| 204  | 196  | 189  | 181  | 172  | 187  | 176  | 166  | 175  |

| 1901 | 1906 | 1911 | 1921 | 1926 | 1931 | 1936 | 1946 | 1954 |
| ---- | ---- | ---- | ---- | ---- | ---- | ---- | ---- | ---- |
| 141  | 145  | 131  | 137  | 162  | 174  | 156  | 148  | 148  |

| 1962 | 1968 | 1975 | 1982 | 1990 | 1999 | 2006 | 2011 | 2016 |
| ---- | ---- | ---- | ---- | ---- | ---- | ---- | ---- | ---- |
| 163  | 161  | 148  | 256  | 370  | 435  | 493  | 555  | 597  |

| 2021 | 2022 | - | - | - | - | - | - | - |
| ---- | ---- | - | - | - | - | - | - | - |
| 581  | 571  | - | - | - | - | - | - | - |

## Économie
Traditionnellement, l'agriculture est tournée vers l'élevage laitier.

## Lieux et monuments
Le village possède plusieurs lieux et monuments remarquables.
- Grande rue, un linteau de porte du XVIIe siècle, finement sculpté de motifs religieux. Ce linteau, daté de 1688, orne une porte d'habitation. Il porte les symboles IHS[Note 13], cœur[Note 14], croix-compas (symbole maçonnique) et la devise : « DIEV ET LA PAIX SOIT EN TOVS TEM AVEC NOVS »[Note 15].
- Dans la combe Bouvot, un pont de pierre, dit « pont romain », franchit le ruisseau du Moulin Caillet. Il est écrit « pont et levé et pavage au delà du pont 1719.1729 ».
- Au-dessus du pont se trouvent, sur la pente d'un pré, les vestiges d'un site de production de plâtre : deux carrières de gypse[Note 16] à ciel ouvert  et un bâtiment en maçonnerie, assurant la transformation du minerai en poudre. La roche, extraite  des carrières, était transportée, par des wagonnets sur rails, jusqu'à la partie supérieure du bâtiment[24],[Note 17], que l'on appelle localement « la gypserie ». Le procédé consistait à broyer le minerai, le déshydrater par chauffage vers 150°, et enfin le moudre dans un moulin mû par une machine à vapeur[25]. L'usine  dirigée par l'ingénieur Théodore Poulet n'a fonctionné qu'une dizaine d'années à partir de 1846. Le plâtre produit était de très bonne qualité[Note 18] mais la difficulté et donc le coût de son transport a conduit à la fermeture de l'exploitation. Un incendie a détruit la ferme attenante, en 1923.
- Le village est surplombé par la route royale no 83 reliant Strasbourg à Lyon qui longe le coteau jusqu'au croisement avec la voie romaine.
- Un monument est élevé au Montgardot en mémoire des combats des 24, 25 et 26 janvier 1871 durant  la guerre franco -prussienne[26].
- Sur la commune se trouvait une mine de fer à ciel ouvert et en sous-sol à la Combe au Berger. Elle était exploitée  par Charles Saint, maître de forges à Torpes. Le minerai, « 300 tonnes annuelles », était transporté jusqu'au haut fourneau de Torpes, mais, riche en phosphore, il fournissait une fonte cassante[27].
- L'église Saints-Pierre-et-Pau, datant de 1843, est inscrite aux monuments historiques en 1926[28].

## Personnalités liées à la commune
- Jean-Jacques Caillet (1743-1820), général de brigade né dans la paroisse de Busy-Vorges.
- Jean Baptiste François Domet (1754 - 4 Janvier 1818), seigneur de Vorges, né à Besançon, inhumé dans la chapelle de Vorges, a épousé Charlotte D'Orival (1756-1838). Il fut conseiller lai[29] au Parlement de Besançon. Il quitta Besançon et s'établit à Vorges le 15 avril 1794. Il fut maire de Vorges de 1807 jusqu'à sa mort. Il fut membre de la confrérie de la croix[30], « érigée en la cité Royale de Besançon, en date du 9 Février 1781 ».
- Paul Boiteux (1918-2005), curé de la paroisse de Busy-Vorges de 1952 à 1976, est auteur, en 1979, du livre « Les Léopards » appelés à la liberté[31].

## Galerie

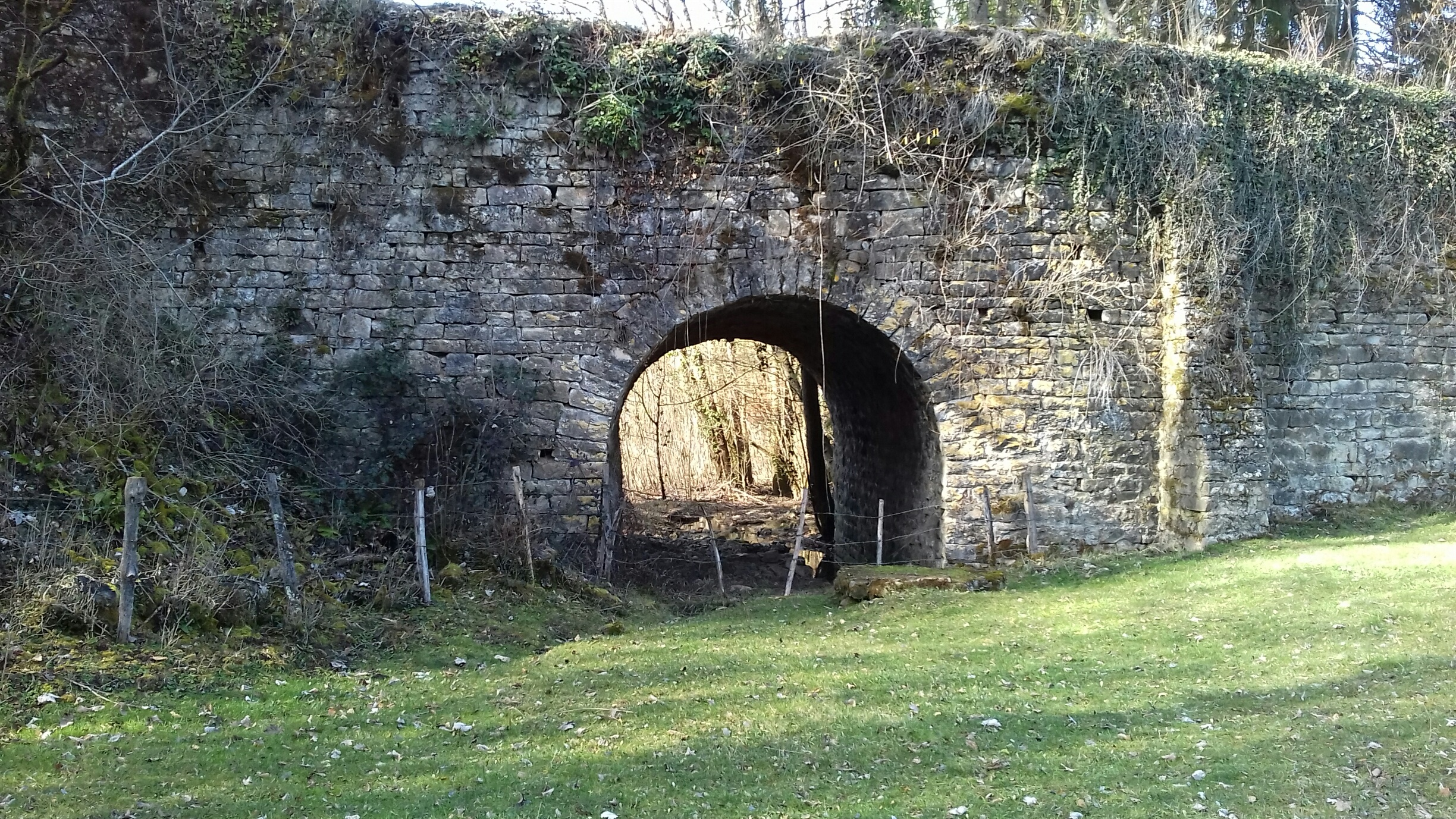
Pont sur le ruisseau du Moulin Caillet.
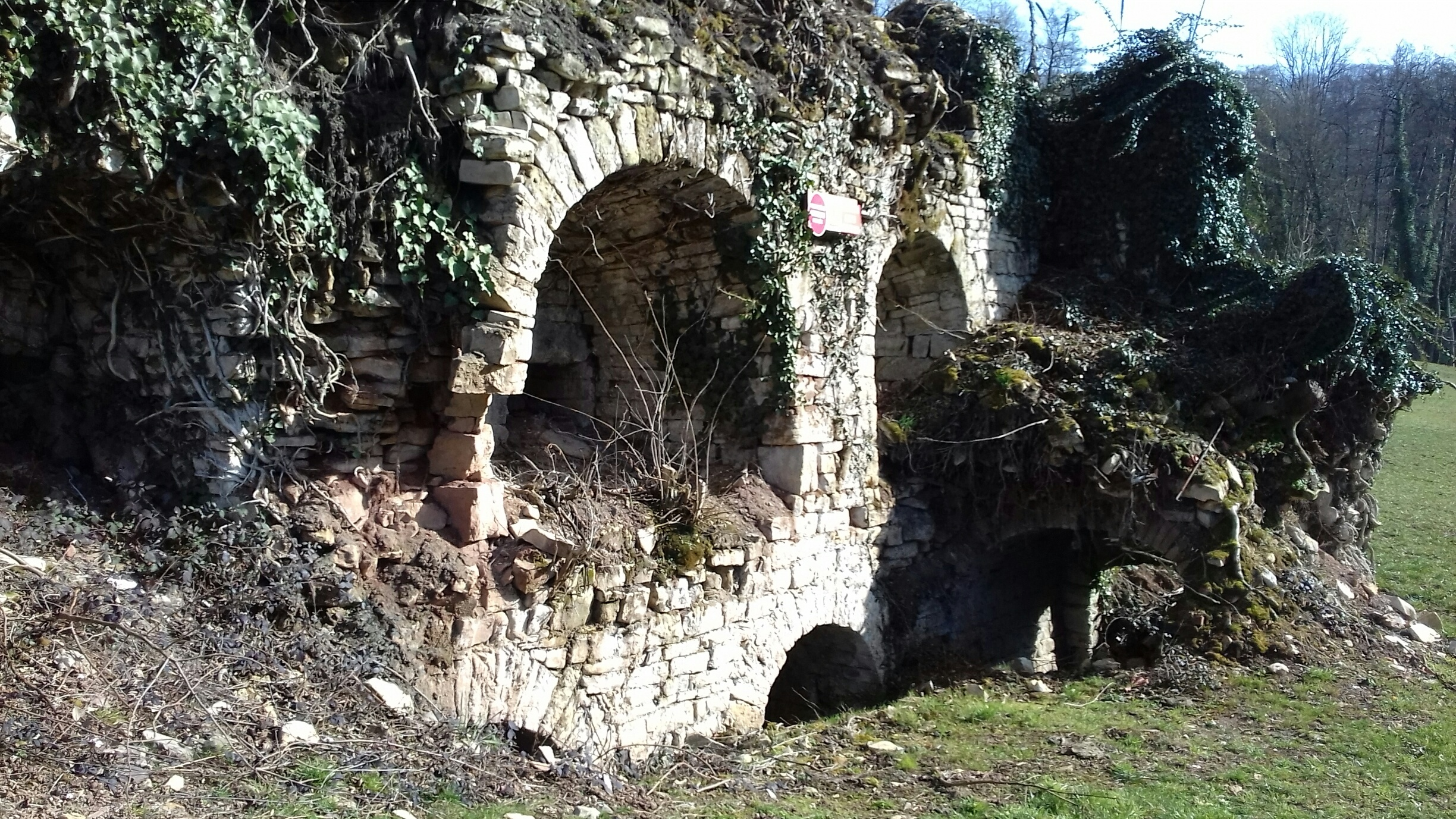
Lieu d'extraction du gypse.
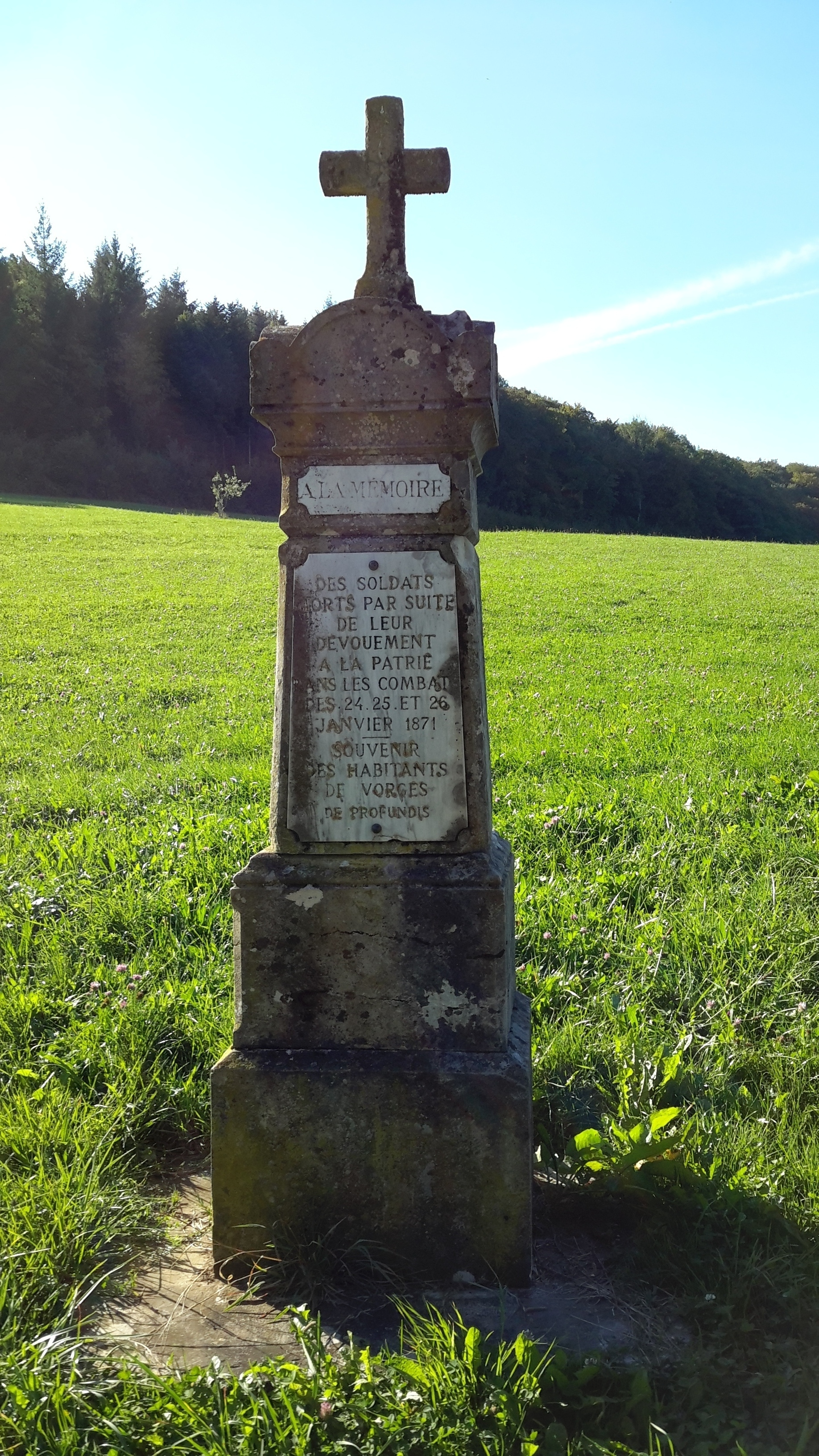
Monument de 1871 au Montgardot.
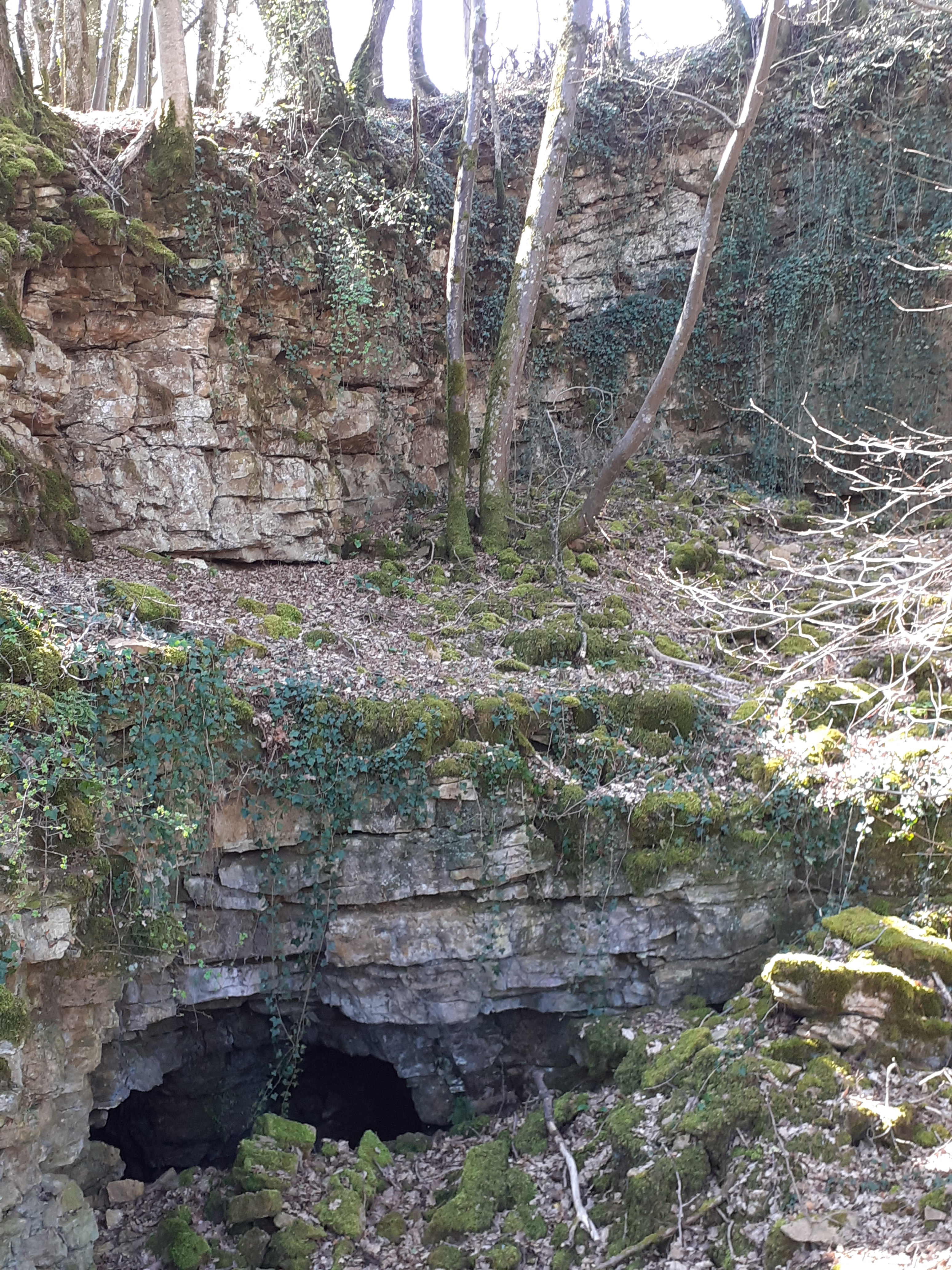
Mine de fer de la Combe au Berger.
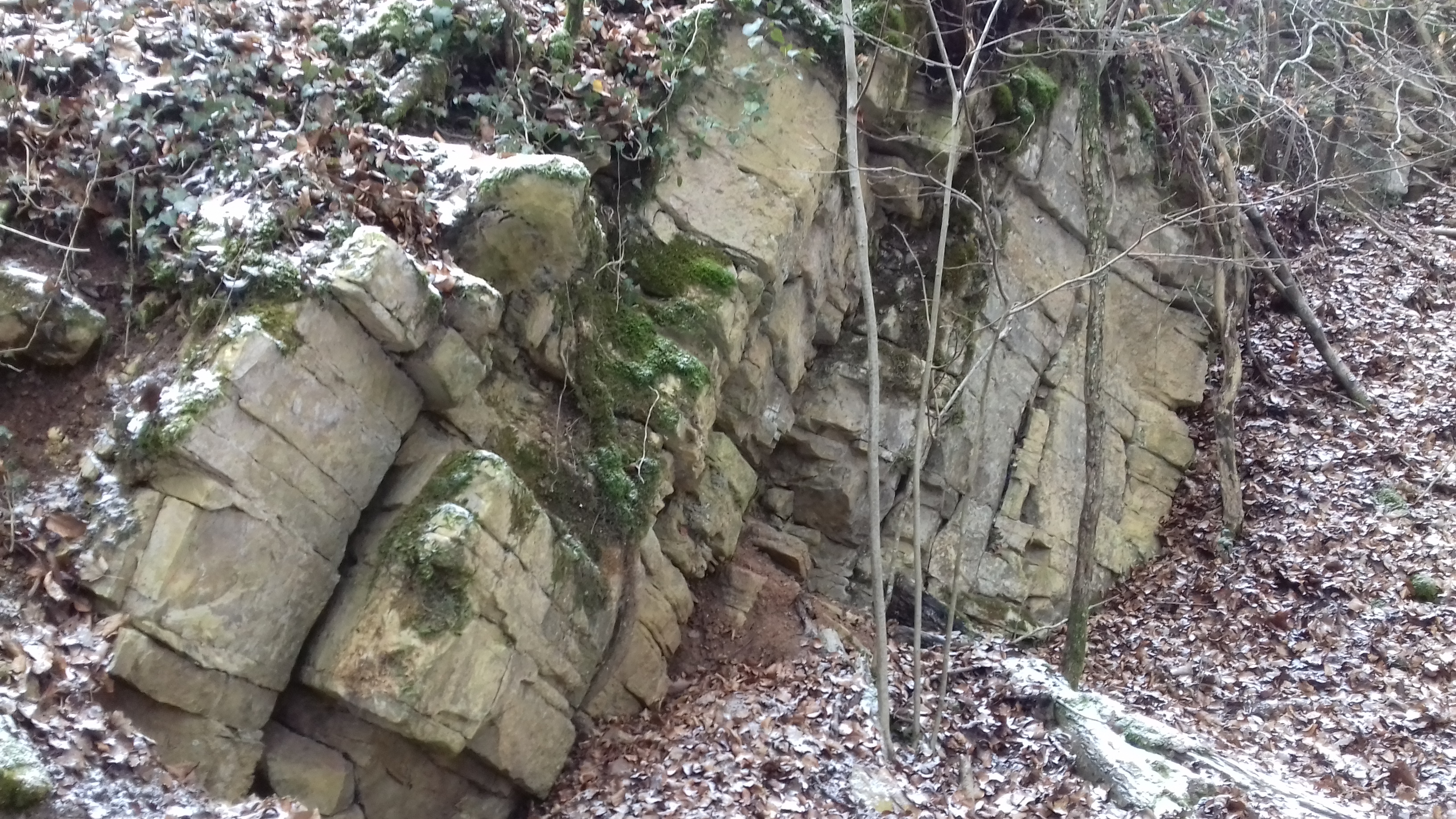
Carrière de gypse à ciel ouvert.
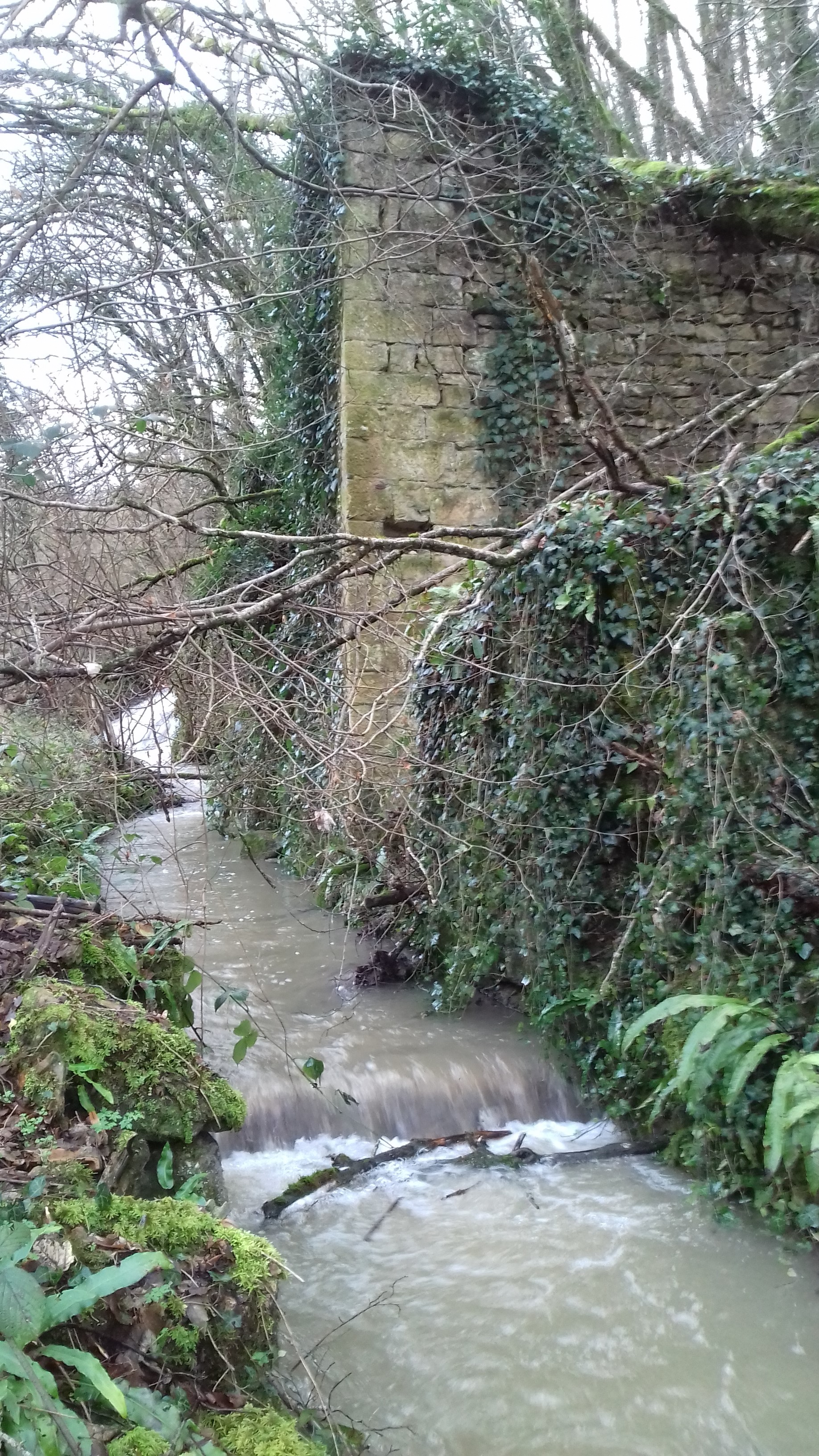
Ruisseau du Moulin Caillet et vestiges de l'ancien moulin.
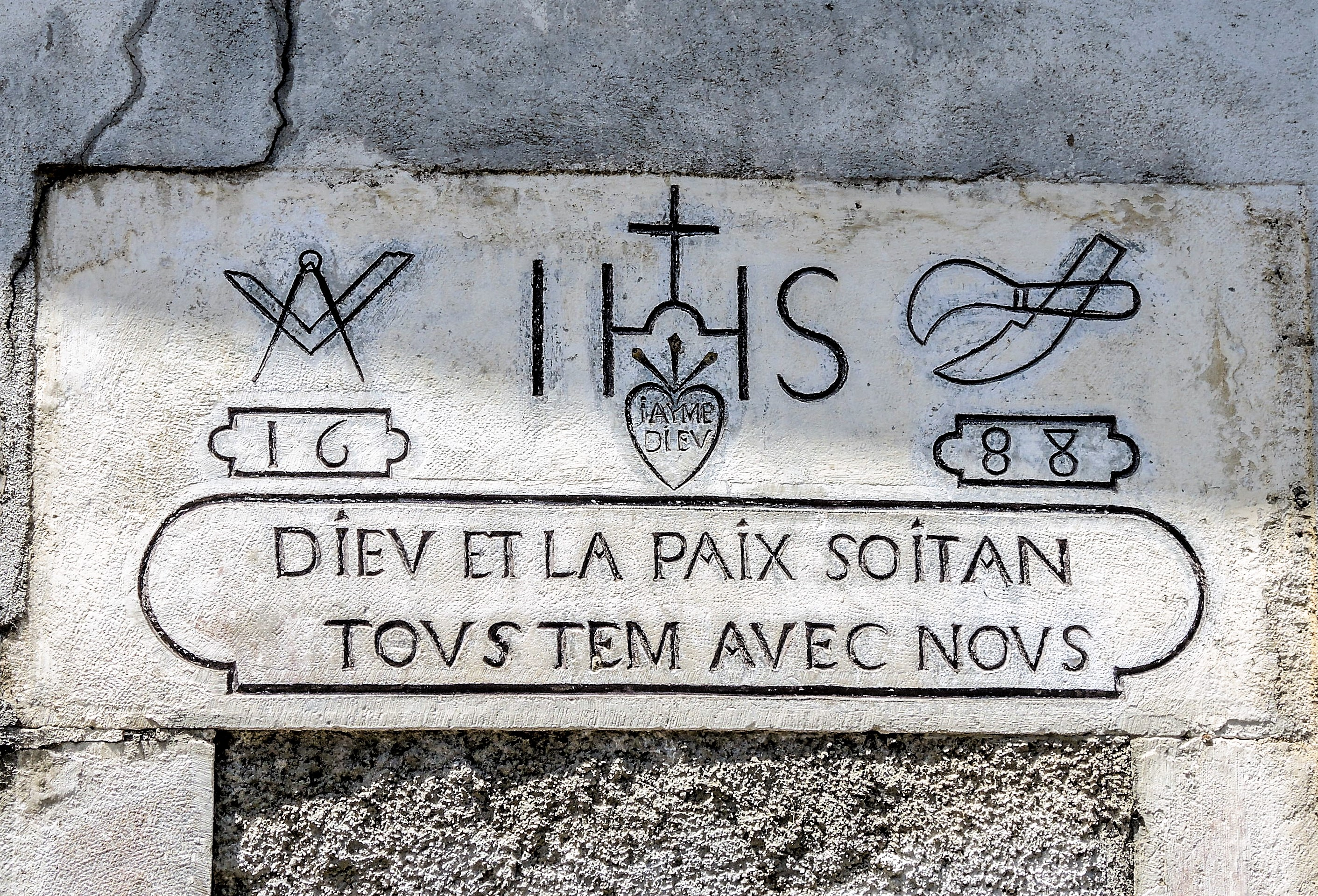
Linteau de porte de 1688.
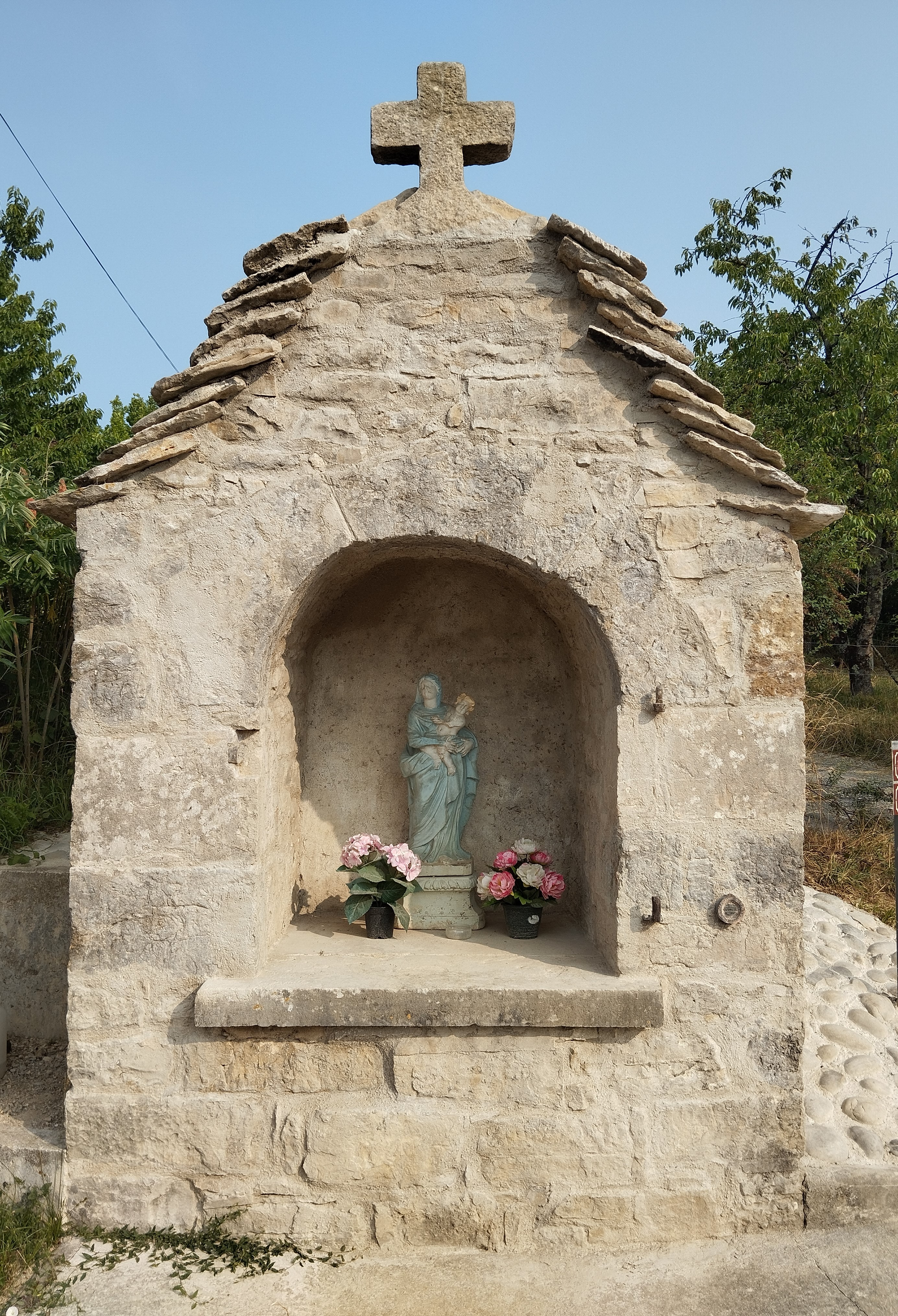
Oratoire.